# Konrad Wasielewski
Konrad Henryk Wasielewski (* 19. prosince 1984, Štětín, Polsko) je polský veslař. Byl členem posádky párové čtyřky, která na olympijských hrách 2008 získala zlatou medaili. Je též čtyřnásobným mistrem světa na párové čtyřce.